# The Twisted Minds
Pour les articles homonymes, voir Minds (homonymie).
The Twisted Minds est un groupe de punk rock français, originaire d'Annecy, en Haute-Savoie. Stylistiquement, le groupe est également influencé par le heavy metal, le thrash metal et le rock 'n' roll. 

## Biographie
Le groupe est formé en 1998, à Annecy, en Haute-Savoie. Il est composé depuis 2002 de Nicolas Mollin (guitare/chant), de Clément Meynier (batterie), de Nicolas Roux (basse) et d'Alexandre Harlé (guitare).
The Twisted Minds effectue une tournée d'un mois au Brésil à l'automne 2005. À la fin 2006, le groupe annonce son deuxième album studio pour mars 2007. Il s'intitule Neo Dogmas.
En 2010, The Twisted Minds annoncent la sortie de leur nouvel album Airchitects pour le 17 avril. En parallèle, ils publient trois nouveaux morceaux sur leur page MySpace. L'album comprend des sonorités « plus directes et efficaces » ; il est enregistré en hiver 2009, et mixé et masterisé au Blasting Room de Fort Collins, dans le Colorado, aux États-Unis, par Jaon Livermore et Andrew Berlin, en Allemagne. La même année en octobre, ils jouent et présentent Airchitects aux côtés des Mad Caddies.
Le groupe n'est plus en activité depuis début 2011, pour une durée indéterminée. Nicolas Mollin officie plus tard au sein de Sport, groupe de rock/indie, aux côtés de Nak, homme orchestre de Zéro Absolu.

## Discographie
- 2001 : Give Me a Grammy (démo)
- 2003 : Ambitions and Disillusions
- 2007 : Neo Dogmas
- 2010 : Airchitects